# Stade Ernest-Wallon
Das Stade Ernest-Wallon ist ein Rugby-Stadion im Stadtteil Sept Deniers der französischen Stadt Toulouse, Département Haute-Garonne. Es befindet sich an der Rue des Troènes und ist die Heimspielstätte des Rugby-Union-Clubs Stade Toulousain, der in der obersten Liga, der Top 14, vertreten ist. Die Sportstätte bietet Platz für 19.500 Zuschauer. Benannt ist es nach Ernest Wallon, dem ersten Präsidenten des Vereins.
Stade Toulousain nutzte ab 1907 das Stade des Ponts-Jumeaux, das bis 1950 mehrmals Austragungsort des Finalspiels der französischen Meisterschaft gewesen war. Es wurde 1980 abgerissen, da es der damals im Bau befindlichen westlichen Ringautobahn weichen musste. Als Ersatz entstand etwas mehr als einen Kilometer nördlich davon das neue Stadion. Die Bauarbeiten begannen 1978 und waren vier Jahre später abgeschlossen.
Während der Rugby-Union-Weltmeisterschaft 1991 war die Anlage Austragungsort eines Vorrundenspiels zwischen Kanada und Rumänien. Bei Spitzenspielen weicht Stade Toulousain auf das knapp doppelt so große Stadium Municipal aus.